# Demeter János (költő)
Demeter János (Kecskemét, 18 – Kecskemét, 19. század?) költő, tanácsos.
Városi tanácsos volt Kecskeméten. Egyetlen munkája Pesten jelent meg:
A nemes Szatmár vármegye korona-őrző seregének Pestre érkezése, mely esett az ország gyűlése kezdetekor sz. Iván havának 13-dik napján 1790. Pest. (Költemény.)
Buda és Attila címmel dolgozta át és alkalmazta játékszínre a Bessenyei György Buda című tragédiát három felvonásban, melyet először 1795. augusztus 24-én és szeptember 18-án adtak elő Pesten  Kelemen László színtársulatában.